# Кутузовское сельское поселение (Омская область)
Кутузовское се́льское поселе́ние — муниципальное образование в Шербакульском районе Омской области Российской Федерации.
Административный центр — село Кутузовка.

## История
Статус и границы сельского поселения установлены Законом Омской области от 30 июля 2004 года № 548-ОЗ «О границах и статусе муниципальных образований Омской области».

## Население
| 2010  | 2011  | 2012  | 2013  | 2014  | 2015  | 2016  |
| ----- | ----- | ----- | ----- | ----- | ----- | ----- |
| 1459  | ↘1455 | ↘1428 | ↘1401 | ↘1372 | ↘1352 | ↘1351 |
| 2017  | 2018  | 2019  | 2020  | 2021  | 2023  |       |
| ↘1344 | ↗1355 | ↗1358 | ↘1326 | ↘1295 | ↘1269 |       |

Гендерный состав
По данным Всероссийской переписи населения 2010 года в гендерной структуре населения из 1459 человек мужчин — 719, женщин — 740 (49,3 и 50,7 % соответственно)

## Состав сельского поселения
| № | Населённый пункт | Тип населённого пункта       | Население |
| - | ---------------- | ---------------------------- | --------- |
| 1 | Дубровка         | деревня                      | 167       |
| 2 | Кутузовка        | село, административный центр | 1292      |